# Хоссейн Елахі Комшехей
Хоссейн Мох'єддін Елахі Комшехей (перс. حسین محی‌الدین الهی قمشه‌ای; англ. Hossein Mohyeddin Elahi Ghomshei;нар. 4 січня 1940 року у Тегерані), — більш відомий як Елахі Комшехей (англ. Elahi Ghomshei) — іранський вчений, філософ, автор і викладач літератури, мистецтва і містики. 

## Життя та освіта
Він народився 4 січня 1940 року у Тегерані. Він син Мірзи Мехді Елахі Комшехей (англ. Mehdi Elahi Ghomshei), відомого перекладача Корану перською мовою. Він отримав ступінь доктора філософії ісламської теології та філософії в Тегеранському Університеті.